# MRPS15
MRPS15 (англ. Mitochondrial ribosomal protein S15) – білок, який кодується однойменним геном, розташованим у людей на 1-й хромосомі. Довжина поліпептидного ланцюга білка становить 257 амінокислот, а молекулярна маса — 29 842.
| 10         |  | 20         |  | 30         |  | 40         |  | 50         |
| ---------- |  | ---------- |  | ---------- |  | ---------- |  | ---------- |
| MLRVAWRTLS |  | LIRTRAVTQV |  | LVPGLPGGGS |  | AKFPFNQWGL |  | QPRSLLLQAA |
| RGYVVRKPAQ |  | SRLDDDPPPS |  | TLLKDYQNVP |  | GIEKVDDVVK |  | RLLSLEMANK |
| KEMLKIKQEQ |  | FMKKIVANPE |  | DTRSLEARII |  | ALSVKIRSYE |  | EHLEKHRKDK |
| AHKRYLLMSI |  | DQRKKMLKNL |  | RNTNYDVFEK |  | ICWGLGIEYT |  | FPPLYYRRAH |
| RRFVTKKALC |  | IRVFQETQKL |  | KKRRRALKAA |  | AAAQKQAKRR |  | NPDSPAKAIP |
| KTLKDSQ    |  |            |  |            |  |            |  |            |

A: Аланін

C: Цистеїн

D: Аспарагінова кислота

E: Глутамінова кислота

F: Фенілаланін

G: Гліцин

H: Гістидин

I: Ізолейцин

K: Лізин

L: Лейцин

M: Метіонін

N: Аспарагін

P: Пролін

Q: Глутамін

R: Аргінін

S: Серин

T: Треонін

V: Валін

W: Триптофан

Кодований геном білок за функціями належить до рибонуклеопротеїнів, рибосомних білків. 
Локалізований у мітохондрії.